# Matty Alou
Pour les articles homonymes, voir Alou (homonymie).
Mateo Rojas Alou, connu sous le nom de Matty Alou (né le 22 décembre 1938 à Bajos de Haina, San Cristóbal, République dominicaine et mort le 3 novembre 2011 à Saint-Domingue en République dominicaine) est un joueur de baseball évoluant à la position de voltigeur dans les Ligues majeures de 1960 à 1974.
Champion frappeur du baseball en 1966 avec les Pirates de Pittsburgh et honoré de deux sélections au match des étoiles, Matty Alou fait partie d'un célèbre trio de joueurs de champ extérieurs chez les Giants de San Francisco de 1963 aux côtés de ses frères Felipe Alou et Jesús Alou. Il remporte la Série mondiale 1972 avec les Athletics d'Oakland.
Matty Alou est aussi l'oncle de Moisés Alou et Mel Rojas.

## Carrière

### Giants de San Francisco
Matty Alou signe son premier contrat professionnel avec les Giants de New York de la Ligue nationale de baseball en 1957. La franchise est sur le point de déménager sur la côte Ouest américaine et de devenir les Giants de San Francisco dès 1958. C'est donc à San Francisco que Alou fait ses débuts dans le baseball majeur le 26 septembre 1960.
Après avoir joué quatre matchs pour les Giants en 1960, Alou est l'un des voltigeurs occasionnels de l'équipe pendant trois saisons, avant de jouer sur une base plus régulière dans les saisons 1964 et 1965. En 1962, il joue six matchs en Série mondiale et maintient une moyenne de ,333 avec quatre coups sûrs en 12 présences au bâton malgré la défaite des Giants aux mains des Yankees de New York.
Le 15 septembre 1963 dans les deux dernières manches d'un match entre San Francisco et Pittsburgh, le champ extérieur des Giants est composé de Matty Alou au champ gauche, Felipe Alou au champ centre et Jesús Alou au champ droit. C'est la première fois qu'un trio de frères se côtoie sur le terrain de cette façon dans les Ligues majeures, et la chose ne s'est plus jamais produite, sauf lorsque les trois mêmes frères ont patrouillé le champ extérieur à une autre reprise à la fin de cette saison. Autre situation inédite : le 22 septembre 1963 à San Francisco face aux Mets de New York, les Giants envoient tour à tour au bâton Matty, Jesús et Felipe pendant la septième manche du match.

### Pirates de Pittsburgh
Le 1er décembre 1965, les Giants échangent Matty Alou aux Pirates de Pittsburgh en retour du joueur de troisième but Ozzie Virgil et du lanceur gaucher Joe Gibbon. La carrière d'Alou prend véritablement son envol à Pittsburgh. Dès sa première saison chez les Pirates en 1966, il devient le premier joueur dominicain à remporter un championnat des frappeurs. Il affiche cette année-là la meilleure moyenne au bâton (,342) du baseball majeur. Il se classe aussi sixième parmi les voleurs de buts de la Nationale avec son record en carrière de 23 buts volés en une saison. Considéré au titre de joueur par excellence de sa ligue, il prend le 9e rang du vote remporté par son coéquipier Roberto Clemente.
Alou enchaîne plusieurs très bonnes saisons pour les Pirates. Il prend le troisième rang des frappeurs de la Ligue nationale en 1967 avec une moyenne de ,338. En 1968, il frappe pour la seconde meilleure moyenne (,332) concédant le titre des frappeurs à Pete Rose (,335). En 1969, il est 4e de la ligue avec ,331 de moyenne au bâton et mène le baseball majeur pour les coups sûrs (231), les doubles (41), les passages au bâton (746) et le plus grand nombre d'apparitions officielles au bâton (698). Il honore ses deux sélections au match des étoiles en 1968 et 1969. Enfin, en 1970, à sa dernière saison à Pittsburgh, il frappe 201 coups sûrs mais sa moyenne au bâton (,297) chute pour la seule fois de son séjour dans cette ville sous les ,300.

### Cardinals de Saint-Louis
Le 29 janvier 1971, les Pirates transfèrent Alou et le lanceur gaucher George Brunet aux Cardinals de Saint-Louis pour le lanceur droitier Nelson Briles et le voltigeur Vic Davalillo. Il connaît une bonne saison 1971 avec ,315 de moyenne au bâton et 192 coups sûrs en 149 parties jouées. 

### Athletics d'Oakland
Il amorce la saison 1972 à Saint-Louis mais le 27 août, il passe des Cardinals aux Athletics d'Oakland en retour du voltigeur Bill Voss et d'un lanceur des ligues mineures, Steve Easton. Ceci lui permet de jouer en séries éliminatoires pour la troisième fois, après l'échec des Giants en Série mondiale 1962 et l'élimination des Pirates en Série de championnat 1970. Alou frappe 8 coups sûrs en 21 pour une moyenne de ,381 avec deux points produits en Série de championnat 1972 de la Ligue américaine entre Oakland et Detroit. Malgré un seul coup sûr en sept matchs de Série mondiale 1972, il savoure la conquête du titre avec les Athletics, qui l'emportent sur les Reds de Cincinnati.

### Dernières saisons
Passé aux Yankees de New York, Alou amorce la saison 1973 avec ce club avant d'être rapatrié par les Cardinals durant l'année. Il termine sa carrière dans les majeures chez les Padres de San Diego en 1974.

### Carrière au Japon
Alou joue près de trois saisons dans la Ligue Pacifique du Japon avec les Taiheiyo Club Lions. Il se joint aux Lions après son départ des Padres de San Diego de la Ligue majeure en juin 1974 et y joue jusqu'en 1976.

### Palmarès
Matty Alou a joué 1667 parties dans les Ligues majeures de baseball, frappant 1777 coups sûrs dont 236 doubles, 50 triples et 31 coups de circuit. Sa moyenne au bâton à vie s'élève à ,307. Il compte 780 points marqués, 427 points produits et 156 buts volés.

## Décès
Alou s'éteint le 3 novembre 2011 à l'âge de 72 ans à Miami, en Floride.